# كيم سول هيون
كيم سول هيون ((الكورية: 김설현)) مغنية وممثلة كورية جنوبية. ولدت في بتشون في 3 يناير 1995. وهي عضوة في فرقة الفتيات الكورية إي أو إي، التي أنشأتها شركة إن إف سي إنترتينمنت.

## أعمالها

### أفلام
| السنة | الفيلم       | الدور         | ملاحظة |
| ----- | ------------ | ------------- | ------ |
| 2015  | غانغنام 1970 | Kang Seon-hye | ثانوي  |
| 2017  | مذكرات قاتل  | Kim Eun-hee   | رئيسي  |
| 2018  | Ansi City    | Baek-ha       | ثانوي  |

### مسلسلات
| عام  | عنوان                 | الدور        | القناة/ الشبكة | مراجع |
| ---- | --------------------- | ------------ | -------------- | ----- |
| 2012 | My Daughter Seo-young | سيو اون سو   | كي بي إس 2     |       |
| 2013 | Ugly Alert            | جونغ نا ري   | إس بي إس       |       |
| 2015 | Orange Marmalade      | بايك ماري    | كي بي إس 2     |       |
| 2019 | بلدي: عهد جديد        | هان هوي جيي  | جي تي بي       | [ 4 ] |
| 2020 | إيقاظ                 | كونغ هاي وون | تي في إن       | [ 4 ] |
| 2022 | قائمة تسوق القاتل     | دو دا هي     | تي في إن       | [ 5 ] |
| 2022 | لا أرغب في فعل أي شيء | لي يو ريوم   | اي ان ا        | [ 6 ] |
| 2024 | حارس متجر الضوء       |              | ديزني+         | [ 7 ] |

## روابط أضافية
- كيم سول هيون على موقع IMDb (الإنجليزية)
- كيم سول هيون على موقع ميوزك برينز (الإنجليزية)
- كيم سول هيون على موقع قاعدة بيانات الفيلم (الإنجليزية)